# Schwandorf
Schwandorf è un comune tedesco di 30 000 abitanti, situato nel land della Baviera. È la grande città circondariale (Große Kreisstadt) dell'omonimo circondario.
La prima testimonianza della località si trova in uno scritto del 1006, dov'è indicata come Suanicondorf.
È attraversata dal fiume Naab.
A Schwandorf ha la propria sede dal 2003 la Schmack Biogas, colosso mondiale nella costruzione di impianti di biogas da fonti rinnovabili.